# Idku
Idku (arab. إدكو) – miasto w Egipcie, w muhafazie Al-Buhajra. W 2006 roku liczyło 97 168 mieszkańców.